# Batalla de Kapetron
La batalla de Kapetron o Kapetrou se libró entre un ejército bizantino-georgiano y los turcos selyúcidas en la llanura de Kapetron (actual Hasankale / Pasinler en el noreste de Turquía) en 1048. El evento fue la culminación de una importante incursión liderada por el príncipe selyúcida Ibrahim Yinal en la Armenia gobernada por los bizantinos. Una combinación de factores significó que las fuerzas bizantinas regulares estaban en considerable desventaja numérica contra los turcos: los ejércitos temáticos locales se habían disuelto, mientras que muchas de las tropas profesionales habían sido desviadas a los Balcanes para enfrentar la revuelta de León Tornikio. Como resultado, los comandantes bizantinos, Aarón y Katakalon Kekaumenos, discreparon sobre la mejor manera de enfrentar la invasión. Kekaumenos favoreció un ataque inmediato y preventivo, mientras que Aaron favoreció una estrategia más cautelosa hasta la llegada de refuerzos. El emperador Constantino IX optó por esta última opción y ordenó a sus fuerzas adoptar una postura pasiva, mientras solicitaba la ayuda del gobernante del ducado georgiano de Kldekari, Liparit IV. Esto permitió a los turcos devastar a su antojo, lo que condujo, en particular, al saqueo y la destrucción del gran centro comercial de Artzé.
Tras la llegada de los georgianos, las fuerzas combinadas bizantino-georgianas se enfrentaron en Kapetron (actual Hasankale). En una feroz batalla nocturna, los aliados cristianos lograron repeler a los turcos, y Aarón y Kekaumenos, al mando de ambos flancos, los persiguieron hasta la mañana siguiente. Sin embargo, en el centro, Yinal logró capturar Liparit, hecho del que los dos comandantes bizantinos no fueron informados hasta después de dar gracias a Dios por su victoria. Inal pudo regresar sin problemas a la capital selyúcida, Rayy, portando un enorme botín. Ambos bandos intercambiaron embajadas, lo que condujo a la liberación de Liparit y al inicio de las relaciones diplomáticas entre las cortes bizantina y selyúcida. El emperador Constantino IX tomó medidas para fortalecer su frontera oriental, pero debido a las luchas internas las invasiones turcas no se reanudaron hasta 1054. Los turcos experimentaron un éxito creciente, ayudados por la renovada desviación de tropas bizantinas a los Balcanes para luchar contra los pechenegos, las disputas entre los diversos grupos étnicos de las provincias bizantinas orientales y el declive del ejército bizantino.

## Antecedentes
Tras la conquista de territorios en el actual Irán por parte del Imperio seléucida, un gran número de turcos oghuz llegaron a las fronteras bizantinas de Armenia a finales de la década de 1040. Ávidos de saqueo y distinción en el camino de la yihad, comenzaron a asaltar las provincias bizantinas en Armenia. Al mismo tiempo, las defensas orientales del Imperio bizantino habían sido debilitadas por el emperador Constantino IX Monómaco (r. 1042-1055), quien permitió que las tropas temáticas (levas provinciales) de Iberia y Mesopotamia renunciaran a sus obligaciones militares a cambio del pago de impuestos.
La expansión selyúcida hacia el oeste fue un tema confuso, ya que estuvo acompañada de una migración masiva de tribus turcas. Estas tribus eran solo nominalmente súbditos de los gobernantes selyúcidas, y sus relaciones estaban marcadas por una dinámica compleja: mientras que los selyúcidas aspiraban a establecer un estado con una administración ordenada, las tribus estaban más interesadas en el saqueo y la adquisición de nuevas tierras de pastoreo, y lanzaban incursiones al margen de la corte selyúcida. Esta última toleró este fenómeno, ya que contribuía a calmar las tensiones en las tierras selyúcidas.
Una primera incursión a gran escala contra la provincia bizantina oriental de Vaspurakan pudo haber sido llevada a cabo alrededor de 1045 por Qutalmish, primo del gobernante seléucida Tughril Beg. Qutalmish derrotó y capturó al comandante bizantino local, Esteban Leichoudes. Otra invasión a gran escala, bajo el sobrino de Tughril, Hasan el Sordo, se lanzó poco después desde Tabriz hacia Georgia. Al regresar vía Vaspurakan, el ejército de Hasan fue emboscado y destruido al este del lago Van por los comandantes bizantinos locales, el katepano de Vaspurakan, Aaron, y el katepano de Ani e Iberia, Katakalon Kekaumenos. Esta primera incursión se data de forma diversa en 1045/46 o 1048.
Una invasión aún mayor siguió, bajo Ibrahim Inal, el medio hermano de Tughril Beg. Las fuentes bizantinas consideran esto como una represalia por la derrota de Hasan, pero como señala Anthony Kaldellis, también hubo otros factores en juego: Ibn al-Athir informa que Ibrahim había recibido en este momento una gran cantidad de oghuz recién llegados de Transoxiana, y que, incapaz de proveer para ellos, los envió a atacar las provincias bizantinas de Armenia, prometiendo que pronto los seguiría con sus propias tropas.
Los acontecimientos de esta campaña están bien atestiguados a través de las historias de los historiadores armenios Aristakes Lastivertsi y Mateo de Edesa, y el funcionario bizantino Juan Skylitzes. La invasión de Ibrahim suele fecharse según las fuentes modernas en 1048 aunque algunos la datan en 1049.

## Invasión seléucida y reacción bizantina
Skylitzes informa, con evidente exageración, que los invasores sumaban 100 000 hombres, cinco veces más que las fuerzas de Hasan. También añade el detalle de que, junto a los turcos, el ejército selyúcida también contaba con muchos dilimnitas (daylamitas) y kabeiroi (probablemente iraníes jorasaníes ). De hecho, Skylitzes menciona que Ibrahim tenía dos tenientes: Chorosantes (posiblemente una corrupción de jorasaní), quien probablemente comandaba el contingente jorasaní, y Aspan Salarios, una clara helenización del rango militar persa ispahsalar.
Al igual que en la incursión anterior, es probable que la fuerza selyúcida partiera de Tabriz y, siguiendo el curso del río Araxes, entrara en Vasurakan. Ibn al-Athir informa que los destacamentos de asalto llegaron hasta Trebisonda, en Caldia, y el río Akampsis, al norte, y los distritos de Taron y Chorzianene, al sur. Sin embargo, esto probablemente se refiere a los invasores oghuz que Ibrahim había enviado, y no al grueso de su ejército. El ejército principal de Ibrahim invadió el distrito de Basean y la zona entre Teodosiópolis, Artze y el distrito de Mananalis.
Del lado bizantino, Skylitzes registra una diferencia de opinión sobre cómo contrarrestar la invasión selyúcida: Kekaumenos —quien probablemente fue una de las principales fuentes del historiador y generalmente alabado por Skylitzes — supuestamente argumentó que debían enfrentarse a ellos lo antes posible, mientras aún estaban cansados de la marcha y los bizantinos estaban de buen ánimo tras su reciente victoria. Aarón, por su parte, defendió una estrategia defensiva contra un ejército tan grande, recomendando retirarse tras sus fortificaciones y conservar sus fuerzas hasta que el emperador Constantino IX enviara instrucciones claras.
Es evidente que los bizantinos eran considerablemente inferiores en número, probablemente como consecuencia no solo de la reducción de las tropas provinciales orientales bajo el reinado de Constantino IX, sino también del desvío de gran parte de las tropas tagmáticas (fuerzas permanentes y profesionales) para hacer frente a una revuelta de los ejércitos occidentales bajo el mando de León Tornikios en 1047. Como resultado, prevaleció la postura de Aarón; se enviaron mensajes a Constantinopla para informar al emperador, y mientras tanto, las tropas bizantinas acamparon en la llanura de Outrou, en Basean, mientras que a la población civil se le ordenó refugiarse en las fortalezas locales. De hecho, el emperador Constantino IX envió rápidamente órdenes de que evitaran la acción hasta la llegada de refuerzos, concretamente los georgianos de Liparit IV, duque de Kldekari, a quien el emperador escribió solicitando su ayuda.

### Saqueo de Artze
La inactividad del ejército bizantino tuvo consecuencias trágicas, ya que los selyúcidas pudieron desplazarse libremente y atacar la fortaleza de Artze, una próspera ciudad comercial que atraía a comerciantes de Siria y Armenia. Los habitantes resistieron con éxito durante un tiempo, ya que los selyúcidas no pudieron superar las barricadas que habían erigido apresuradamente; pero las insistencias de Kekaumenos en ayudar a la ciudad fueron rechazadas, según Skylitzes, por sus compañeros generales debido a la orden del emperador. Finalmente, los selyúcidas lanzaron material inflamable y antorchas sobre la ciudad, de modo que los defensores, atrapados entre un fuego voraz y los arqueros turcos, se desbandaron y huyeron. La ciudad fue capturada y saqueada, y sus habitantes masacrados; Skylitzes escribe que «alrededor de 150 000 almas perecieron» por la espada o el fuego, aunque esta cifra se considera exagerada por los estudiosos modernos.

## Batalla
Tras la llegada de Liparit IV con su ejército, el ejército bizantino-georgiano se trasladó desde Ourtrou a la llanura frente a la fortaleza de Kapetron (la actual Hasankale). Ibn al-Athir afirma que las tropas bizantino-georgianas sumaban 50 000 hombres, mientras que Aristakes Lastivertsi eleva la cifra a 60 000. Al igual que en el caso del ejército turco, ambas cifras son consideradas claramente exageradas por los historiadores modernos.
Una vez más, según Skylitzes, el consejo de Kekaumenos de atacar a los destacamentos turcos aislados a medida que llegaban no fue escuchado, ya que era sábado (18 de septiembre) y Liparit lo consideró un día desafortunado y se negó a luchar. Esto dio tiempo a los turcos para reunir a todo su ejército y formar líneas de batalla, antes de avanzar sobre el ejército bizantino-georgiano, que ahora se veía obligado a "prepararse para la batalla, lo quisiera o no". Kekaumenos comandaba el ala derecha, frente al cual se enfrentaba el propio Ibrahim en el lado turco. Liparit mantenía el centro, frente a Aspan Salarios, mientras que la izquierda bizantina estaba comandada por Aarón, quien se enfrentaba a Chorosantes.
La batalla comenzó al anochecer y se prolongó toda la noche. Aarón y Kekaumenos, al mando de sus respectivos flancos, derrotaron a los turcos y los persiguieron hasta el amanecer, dando muerte al comandante turco Chorosantes en el proceso. Sin embargo, en el centro, Ibrahim logró capturar a Liparit, quien cayó de su caballo al ser herido. Esto fue desconocido para los dos comandantes bizantinos, quienes pensaron que el príncipe georgiano perseguía al enemigo al igual que ellos; no fueron informados de los verdaderos acontecimientos hasta que detuvieron la persecución para dar gracias a Dios por su victoria. Mateo de Edesa, cuya narrativa es marcadamente antibizantina, afirma que Liparit fue traicionado por los comandantes bizantinos, mientras que Aristakes afirma que la rivalidad entre los comandantes bizantinos llevó a Aarón a abandonar su posición en plena batalla, lo que condujo a la captura de Liparit. Sin embargo, el relato de Skylitzes, al ser mucho más detallado, es considerado más confiable por los eruditos modernos.
Mientras Ibrahim logró escapar con sus hombres y cautivos a la fortaleza de Kastrokome (Okomi), a unos 40 km al este de Teodosiópolis, los comandantes bizantinos celebraron un consejo de guerra y decidieron dividir sus fuerzas y regresar a sus respectivas bases: Aarón con sus hombres regresó a Vaspurakan, y Kekaumenos con sus fuerzas a Ani.
El resultado general de la batalla fue, pues, mixto: aunque los bizantinos prevalecieron frente a sus homólogos turcos, la captura de Liparit y el exitoso escape de Ibrahim llevaron a algunas fuentes medievales a considerarla una derrota bizantina.

## Consecuencias
Según Skylitzes, Ibrahim regresó a Rayy en solo cinco días, presentándose ante su hermano. Ibn al-Athir informa, con evidente exageración con fines propagandísticos, que Ibrahim trajo consigo 100 000 cautivos y un vasto botín, que incluía grandes cantidades de caballos, rebaños y mercancías, así como 8000 cotas de malla, cargadas sobre los lomos de diez mil camellos.
La devastación causada por la incursión selyúcida fue tan terrible que, en 1051/52, el magnate bizantino Eustathios Boilas describió aquellas tierras como «inmundas e ingobernables... habitadas por serpientes, escorpiones y fieras». Las fuentes musulmanas, por otro lado, siguen las convenciones de las narrativas yihadistas al destacar el éxito de la campaña al adentrarse en territorio bizantino —supuestamente a tan solo 15 días de marcha desde Constantinopla— y la cantidad de botín y cautivos capturados. Estos éxitos fueron ampliamente publicitados con fines políticos: asumir el manto de la yihad contra el antiguo enemigo del islam legitimó a los advenedizos selyúcidas y reforzó sus pretensiones de ser la potencia predominante en el mundo musulmán, en particular en su papel elegido como defensores de la ortodoxia sunita contra el califato fatimí chiita.
El emperador Constantino IX lamentó la captura de Liparit e intentó conseguir su liberación, ofreciendo un cuantioso rescate. El gobernante selyúcida liberó a Liparit y le entregó el rescate, tras exigirle la promesa de no volver a luchar contra los turcos. Tughril, quizá influenciado por las afirmaciones de su hermano de que la campaña había sido un éxito rotundo, también envió un jerife a Constantinopla para exigir tributo a Constantino IX, pero el enviado regresó con las manos vacías. Sin embargo, Constantino IX accedió a que Tughril patrocinara la restauración de la mezquita de la capital bizantina y a que se conmemoraran los nombres del califa abasí al-Qa'im y del propio Tughril en la oración del viernes, en lugar de los del califa fatimí.
Esperando una inminente reanudación de las incursiones seléucidas, el Emperador envió agentes para fortificar su frontera oriental, pero Tughril estuvo ocupada por un tiempo con la revuelta de Ibrahim, instigada, según Skylitzes, por los celos del gobernante seléucida hacia los logros de su hermano. Este es probablemente también el momento en que los bizantinos lanzaron una ofensiva, bajo el rhaiktor Nikephoros, contra su antiguo adversario, Abu'l-Aswar Shavur ibn Fadl, el emir shaddadid de Dvin.
Sin embargo, las defensas bizantinas en el este se debilitaron nuevamente a medida que las tropas fueron transferidas a los Balcanes para enfrentar las invasiones de los pechenegos, que comenzaron en ese momento. Las incursiones seléucidas se reanudaron a gran escala en 1054, con el propio Tughril liderándolas: las ciudades de Paipert y Perkri fueron saqueadas, y Manzikert fue sitiada. Las incursiones turcas continuaron, con creciente éxito, a medida que las tropas bizantinas nativas fueron derrotadas por la negligencia del gobierno central, reemplazadas cada vez más por mercenarios poco confiables, y las políticas equivocadas exacerbaron las rivalidades y disputas entre los griegos bizantinos, armenios y sirios en las provincias orientales del Imperio. A medida que el equilibrio de poder cambió, los seléucidas comenzaron a capturar importantes centros urbanos en Armenia, especialmente Ani. Esto preparó el escenario para la calamitosa Batalla de Manzikert en 1071, que abrió el camino para la invasión turca y la posterior guerra civil bizantina facilitó su conquista de Asia Menor en la década siguiente.